# Jérémie Galland
Jérémie Galland, né le 8 avril 1983 à Villeneuve-Saint-Georges, est un coureur cycliste français, professionnel de 2007 à 2014.

## Biographie

### Débuts cyclistes et carrière chez les amateurs
Jérémie Galland fait ses débuts comme cycliste dans l'équipe de l'EC Montgeron-Vigneux. Il remporte beaucoup de courses dans les catégories Minime, Cadet, Junior en Ile-de-France et doit quitter son club formateur par la suite pour évoluer dans de meilleures catégories que ce que peut lui offrir ce club.
En 2005, il rejoint les rangs du CA Mantes la Ville en Elite, et termine à la seconde place de la Coupe de France des clubs de Division Nationale Espoir. En fin de saison, il est recruté comme stagiaire professionnel dans l'équipe Cofidis mais ne décroche pas de contrat.
En 2006, il intègre l'équipe du CC Nogent sur Oise qui se hisse à la première place de la Coupe de France des clubs de Division Nationale 1. Il est de nouveau intégré en fin de saison comme stagiaire pro dans l'équipe Agritubel avec qui il dispute le Tour de l'Avenir remporté par Moises Duenas de cette même équipe. 

### Carrière professionnelle
À la suite de cette saison, il décroche son premier contrat professionnel dans l'équipe Auber93 en 2007.
Coureur puncheur polyvalent avec une bonne pointe de vitesse, il signe de nombreuses places d'honneur et remporte sa première grande victoire professionnelle en 2009, en gagnant le Grand Prix de Plumelec-Morbihan, épreuve comptant pour la Coupe de France. 
Il gagne en 2010 les Boucles de la Mayenne et la première étape du Tour du Limousin et se classe notamment 3e de la 1re étape de Paris Nice. 
En février 2011, lors des Boucles du Sud Ardèche, il chute et souffre d'une fracture d'une clavicule gauche. De retour à la compétition, il se classe 6e du classement général du Tour du Luxembourg et dispute le Tour de France en 2011. Plus tard dans la saison, il est sélectionné comme remplaçant pour course en ligne des championnats du monde à Copenhague.
L'année suivante, il est également sélectionné pour la course en ligne des championnats du monde de Valkenburg, cette fois comme titulaire. Il doit cependant renoncer à participer après une chute au Tour de Grande-Bretagne qui se solde par une nouvelle fracture de la clavicule droite.
En décembre 2013, alors que l'équipe continentale professionnelle Sojasun cesse son activité, Jérémie Galland, initialement sous contrat jusque fin 2014, ne retrouve pas d'équipe et décide d'arrêter sa carrière professionnelle.

### Après carrière et reconversion
En reconversion, il est depuis 2015 Ambassadeur Hospitalités et Relations Publiques sur le Tour de France, Tour of Oman, Arctic Race of Norway, Paris-Roubaix, Paris-Tours pour la société ASO, organisatrice du Tour de France.
En 2015, il reprend ses études à l'INSEP en suivant le Master '"Science, expertise et performance de haut niveau"'  (SEPHN).
En 2015 et 2016, il intervient comme consultant sur Eurosport et lors de colloques d'entreprise.
En 2016, il intègre l'école nationale de kinésithérapie et de rééducation (ENKRE) en passant par la filière de sélection des sportifs de haut niveau. 
Depuis 2017, il anime les sessions d'entrainement pour le compte de la marque The North Face  et de sa communauté de l'outdoor Never Stop Paris. 
Il exerce aujourd'hui en tant que Masseur-kinésithérapeute en cabinet libéral.

## Palmarès
- 2004
  - Vainqueur de la 3e étape du Tour des cantons de Mareuil-Verteillac
- 2005
  - Vainqueur de la 4e étape du Tour de la Manche
  - Vainqueur de La Gainsbarre
  - 2nd de la Coupe de France des clubs DN Espoir
- 2006
  - Vainqueur de la Coupe de France des clubs de DN1
  - Vainqueur de la 3e étape du Tour de la Manche
  - Vainqueur de la 2e étape de l'Essor breton
  - 2e de Paris-Évreux
  - 2e de Dijon-Auxonne-Dijon
  - 2e du Grand Prix de Luneray
  - 3e des Boucles de l'Austreberthe
- 2007
  - 3e du Trophée des champions
  - 5e d'étape sur le Tour du Poitou Charentes
  - 5e d'étape sur les Trois Jours de Vaucluse
  - 6e du Grand Prix Cristal Energie
  - 7e du GP de Denain Porte du Hainaut
  - 8e de Paris - Mantes-en-Yvelines
  - 8e d'étape sur les Quatre jours de Dunkerque
- 2008
  - 2e d'étape sur Paris - Corrèze
  - 2e, 4e d'étape, du Kreiz Breizh Elites
  - 2e, 3e, 4e, d'étape sur la Ronde de l'Oise
  - 3e de la Route Adélie
  - 4e du Grand Prix de Fourmies
  - 5e du Grand Prix de la Ville de Rennes
  - 5e de Paris-Troyes
  - 6e, 8e, d'étape sur le Tour du Limousin
  - 7e du classement général du Kreiz Breizh Elites
  - 7e, 8e, d'étape sur le Circuit de la Sarthe
  - 9e du classement général du Tour du Limousin
  - 9e du classement général du Tour du Faso
  - 9e de Châteauroux Classic de l'Indre
  - 13e de la Polynormande
  - 14e du Tour du Finistère
- 2009
  - Vainqueur du Grand Prix de Plumelec-Morbihan
  - 3e de la Ronde de l'Oise
  - 3e d'étape sur le Tour du Poitou Charentes
  - 3e, 4e d'étape sur la Ronde de l'Oise
  - 4e du Grand Prix de la Somme
  - 4e d'étape sur le Tour du Gévaudan
  - 5e d'étape sur les Boucles de la Mayenne
  - 5e d'étape sur le Tour du Limousin
  - 6e des Boucles de l'Aulne
  - 6e du Memorial Samyn
  - 6e, 9e, d'étape sur le Circuit de Lorraine
  - 7e de Paris-Troyes
  - 9e du classement général du Boucles de la Mayenne
  - 11e du Tour de Vendée
- 2010
  - Vainqueur du classement général des Boucles de la Mayenne
  - Vainqueur de la 1re étape du Tour du Limousin
  - 2e de la Polynormande
  - 2e et 5e d'étape sur les Boucles de la Mayenne
  - 3e et 12e d'étape sur Paris Nice
  - 4e et 6e d'étape sur Paris - Corrèze
  - 4e du classement général de Paris - Corrèze
  - 6e des Boucles de l'Aulne
  - 6e et 8e d'étape sur le Tour de Wallonie
  - 6e d'étape sur le Tour cycliste international du Haut Var
  - 7e d'étape sur le Critérium du Dauphiné
  - 7e d'étape sur le Critérium International
  - 8e d'étape sur le  Tour du Limousin
  - 10e d'étape sur le Tour Méditerranéen
  - 21e du Grand Prix Ouest France de Plouay
- 2011
  - 3e du Grand Prix de Plumelec-Morbihan
  - 2e d'étape sur les Boucles de la Mayenne
  - 3e, 8e d'étape sur le Tour du Limousin
  - 3e, 8e et 10e d'étape sur le SkodaTour du Luxembourg
  - 4e d'étape sur le Tour Méditerranéen
  - 5e d'étape sur le Tour de Picardie
  - 6e d'étape sur le Circuit de Lorraine
  - 6e du classement général du SkodaTour du Luxembourg
  - 8e d'étape sur le Tour cycliste international du Haut Var
  - 9e du classement général du Tour de Picardie
  - 11e du classement général du Tour cycliste international du Haut Var
  - 11e du classement général du Circuit de Lorraine
  - 12e du Grand Prix Ouest France - Plouay
  - 13e du classement général du Tour du Limousin
  - 20e du Championnat de France sur Route
- 2012
  - 4e du Grand Prix Ouverture La Marseillaise
  - 4e du Circuit de Getxo
  - 4e d'étape sur le Tour du Haut Var
  - 4e d'étape sur le Tour of Britain
  - 4e du Tour du Finistère
  - 4e et 4e d'étape sur le Tour du Limousin
  - 5e et 5e d'étape sur les Boucles de la Mayenne
  - 6e du classement général des Boucles de la Mayenne
  - 8e et 8e d'étape sur le Tour de Burgos
  - 8e du classement général du Tour du Limousin
  - 8e du Tro Bro Leon
  - 9e du Tour du Doubs
  - 11e de la 3e étape de Paris Nice
  - 12e du Grand Prix Pino Cerami
- 2013
  - 4e du Grand Prix Pino Cerami
  - 7e d'étape sur le Tour de Castille et Léon
  - 7e d'étape sur le Tour du Poitou Charentes
  - 18e des Trois Vallées Varésines

## Résultats sur les grands tours

### Tour de France
1 participation
- 2011 : 138e

## Classements mondiaux
| Année                  | 2006 | 2007 | 2008 | 2009 | 2010 | 2011 | 2012 | 2013 |
| ---------------------- | ---- | ---- | ---- | ---- | ---- | ---- | ---- | ---- |
| Calendrier mondial UCI |      |      |      |      | 237e |      |      |      |
| UCI Africa Tour        |      |      | 164e |      |      |      |      |      |
| UCI Europe Tour        | 968e | 548e | 114e | 56e  | 59e  | 135e | 76e  | 518e |

## Pratiques sportives
Pendant sa carrière cycliste, il pratique le ski de fond en skating pendant sa préparation hivernale. Il prend part à la Transjurassienne et à la Foulée Blanche en 2014.
Après sa carrière, il pratique le trail pour le plaisir et participe à des courses locales et montagnardes. Il remporte le Castor Garou en 2017 et le 34km de l'Imperial Trail de Fontainebleau en 2018.
Il s'aligne également sur des courses en montagne tel que la Marathon Race d'Annecy, l'Ubaye Trail 42km, le Trail des Glières 65km en duo (5e), le Marathon du Mont Blanc, le Trail du Sancy 60km (7e), Vars Mountain Trail 42km (6e), XL Race d'Annecy 85km (15ème), le trail de la Sainte Victoire 36km ou encore le trail hivernal du Sancy Mont-Dore 30km (16e).